# Chiesa di Santo Stefano (Cisano Bergamasco)
La chiesa di Santo Stefano protomartire è il principale luogo di culto cattolico di Villasola frazione di Cisano Bergamasco in provincia e diocesi di Bergamo; fa parte del vicariato di Calolzio-Caprino.

## Storia
Una chiesa presente sul territorio di Villasola è citata già nel 938 indicata come basilica e intitolata a sant'Ambrogio, prima chiesa presente sulla località, ed edificata forse sopra un antico luogo di culto pagano, e l'intitolazione a sant'Ambrogio voleva sottolineare il cambiamento che non doveva indurre a ripensamenti al paganesimo e all'eresia. La chiesa, che aeva ottenuto l'autonomia a parrocchiale nel 1566, fu abbandonata e dell'edificio non rimane che un rudere. Un'antica lapide tombale è stata recuperata in prossimità del luogo dove era edificata la chiesa poi parzialmente abbattuta e diventata una cascina a uso agricolo. Restano a testimonianza dell'antica parrocchiale i muri perimetrali che sarebbero indicativamente risalenti al XII secolo.
Nel 1579 fu fatta richiesta di poter edificare una nuova chiesa e di usare il materiale di recupero di quella antica, ma non fu concesso. L'edificio fu quindi parzialmente abbattuto nel XIV secolo per ordine di Bernabò Visconti, divenne quindi importante luogo di culto quella intitolata a santo Stefano risalente probabilmente al XIII secolo. La chiesa faceva parte della diocesi milanese. visitata più volte dai vescovi e arcivescovi di Milano viene indicata facente parte della pieve di Brivio. La chiesa ottenne l'autonomia a parrocchiale nel 1565.
Il nuovo edificio fu edificato nei primi decenni del Settecento con la consacrazione del vescovo Giuseppe Pozzobonelli, che ne mantenne l'antica intitolazione e che fece dono delle reliquie dei santi Alessandro di Bergamo e Ippolito che furono sigillate nella mensa dell'altare maggiore.
Il passaggio dalla diocesi di Milano a quella di Bergamo durò per un triennio dal 1784 al 1787, conseguente alla definizione dei nuovi confini. Il primo atto fu il provvedimento delle autorità civili nel 1784 e della Sacra Congregazione concistoriale. La bolla pontificia del 13 novembre 1786 di papa Pio VI fu il passaggio successivo dalla pieve di Brivio della diocesi milanese a quella orobica indicata come "Sant'Ambrogio di Villa Sola e Brippio"  ufficializzato dalle autorità vescovili nel 1787. Venne inserita nel vicariato di Caprino, come risulta nell'elenco del clero del 1801 e nel 1822. La parrocchia continuò a essere indicata come  "Sant'Ambrogio" di Villasola ancora nel 1861, quando il clero era retto da un parroco, due cappellani e un coadiutore. Vi erano come sussidiarie le chiese di San Martino in località alla Sosta e dei Morti in località di Bisone.
La chiesa fu oggetto di lavori di mantenimento e decoro, sia nella parte interna che esterna, e negli anni '70 della posa del nuovo altare rivolto verso i fedeli rispondente all'adeguamento liturgico delle chiese, in marmo bianco di Lasa scolpito dalla ditta di Carlo Comana.
Nel 1971 con la nuova riorganizzazione della diocesi in zone pastorali fu inserita nella zona VI delle vicarie di Caprino e Calolzio, e con decreto del 27 maggio 1979 del vescovo Giulio Oggioni la chiesa venne inserita nel vicariato locale di Calolzio-Caprino.

## Descrizione

### Esterno
L'edificio di culto dal classico orientamento liturgico con abside a est, è preceduto dal sagrato con pavimentazione in lastre di pietra inserite in parti in ciottolato. La facciata presenta quattro grandi lesene complete di alta zoccolatura che poggiano su un basamento in pietra e sono coronate da capitello corinzio; reggono il frontone, composto da un semiarco e dal timpano triangolare culminante con le statue di santo Stefano e sant'Ambrogio.
Centrale l'ingresso principale con paraste incavate e capitelli che reggono la trabeazione, dove è posto lo stemma vescovile. La parte superiore della facciata ospita una grande apertura ovale. Nelle due sezioni laterali trovano spazio due nicchie con le statue dei santi Pietro e Paolo.

### Interno
L'interno a navata unica a pianta rettangolare è diviso da lesene decorare in quattro campate. Nella prima campata a sinistra vi è il battistero e corrispondente a destra il pulpito ligneo. La seconda conserva a sinistra l'altare dedicato al Sacro Cuore di Gesù e corrispondente a destra l'altare della Madonna Addolorata; proseguono gli ingressi laterali e la cappella dedicata alla Madonna Immacolata. La quarta presenta l'altare dedicato alla Madonna del Rosario e a destra quello intitolato a san Giuseppe.
La zona presbiteriale è preceduta da cinque gradini e dall'arco trionfale. La parte ha volta a botte e presenta centralmente l'altare rivolto verso i fedeli in marmo bianco di Lasa scolpito, così come il nuovo ambone, posti nel 1970. La parte termina con il coro absidato con copertura a catino.
Il presbiterio conserva l'altare maggiore progettato da Ferdinando Crivelli e successivamente rivisitato da Giacomo Cattò.